# Akaba
Akaba (arabsko العقبة, latinizirano: al-ʿAqaba, al-ʿAgaba) je edino obalno mesto v Jordaniji in največje in najbolj naseljeno mesto v  Akabskem zalivu. Leži na najbolj južnem delu Jordanije in je upravno središče guvernorata Ababa. Mesto je imelo leta 2015 148.398 prebivalcev in površino 375 kvadratnih kilometrov. Dandanes ima Akaba pomembno vlogo pri razvoju jordanskega gospodarstva s pomočjo živahnih trgovinskih in turističnega sektorja. Pristanišče Akaba služi tudi drugim državam v regiji.
Zaradi strateške lege na severovzhodnem robu Rdečega morja, med celinama Azija in Afrika, je bila skozi tisoče pomembno pristanišče.
Starodavno mesto se je imenovalo Elath, v latinščini Aela in v arabščini kot Ayla. Zaradi njegove strateške lege in bližine rudnikov bakra je bilo v obdobju neolitika regionalno središče za proizvodnjo in trgovino z bakrom.
Aela je postala škofija pod bizantinsko vladavino in je pozneje, po islamskem osvajanju okrog leta 650, postala latinskokatoliška titularka, znana kot Ayla; ime Akaba je pozno srednjeveško. Bitka velike arabske vstaje pri Akabi, prikazana v filmu Lawrence Arabski, je rezultirala v zmagi arabskih sil nad osmanskimi branilci.
Lokacija Akabe poleg Wadi Ruma in Petre jo je postavila v jordanski zlati trikotnik turizma, ki je mesto mesta okrepil na svetovnem zemljevidu in ga postavil med večje turistične znamenitosti Jordanije. Mesto upravlja Uprava za posebno gospodarsko cono Akaba, ki je mesto spremenila v mesto z nižjimi davki, brez dajatev, s tem privabi več mega projektov, kot so Ayla Oasis, Saraya Ababa, Marsa Zayed in širitev pristanišča. Pričakuje se, da bodo mesto spremenili v glavno turistično središče v regiji. Industrijske in trgovinske dejavnosti pa ostajajo pomembne zaradi strateške lege mesta kot edinega morskega pristanišča v državi.

## Ime
Starodavno ime mesta je bilo Elath, Ailath. Ime naj bi izhajalo iz semitskega imena drevesa Pistacia. [16] Moderni Eilat (ustanovljen 1947, danes v Izraelu), ki leži zahodno od Akabe, je tudi dobilo ime po starodavnem naselju. V helenističnem obdobju so ga preimenovali v Berenice (v grščini Βερενίκη), vendar je prvotno ime preživelo, pod rimsko oblastjo pa je bilo uvedeno v oblikah Aela ali Haila, v bizantinski grščini sprejeto kot Άιλα Aila in v arabščini kot Ayla (آيلة ).
Sedanje ime al-Aqaba (العقبة) je skrajšano od al-ʿaqabat Aylah (آيلة العقبة) za 'gorski prelaz Ayla', ki ga je v 12. stoletju prvič omenil Al-Idrizi, v času, ko se je naselje večinoma zmanjšalo na vojaško trdnjavo, ki se pravilno nanaša na prelaz tik severovzhodno od naselja (29°33′32″N 35°05′42″E / 29.559°N 35.095°E, ki ga zdaj prečka cesta št. 80).

## Zgodovina

### Zgodnja zgodovina
Izkopavanja pri Tall Hujayrat Al-Ghuzlan in Tell Al-Magass v Akabi so razkrila, da je bilo mesto naseljeno že od leta 4000 pred našim štetjem in je v veliki meri uspevalo s pridobivanjem bakra. To obdobje je večinoma neznano zaradi odsotnosti pisnih zgodovinskih virov. Arheologi z Jordanske univerze so odkrili najdišča, kjer so našli majhno zgradbo, katere stene so bile poslikane z risbami ljudi in živali, kar kaže, da je bila stavba uporabljena kot versko mesto. Ljudje, ki so naselili to območje, so razvili obsežen vodni sistem za namakanje svojih pridelkov, ki so bili večinoma grozdje in pšenica. Najdenih je bilo tudi več glinenih loncev različnih velikosti, ki nakazujejo, da je bila proizvodnja bakra glavna industrija v regiji, lonci pa so bili uporabljeni pri taljenju bakra in njegovem preoblikovanju. Znanstvene študije, ki so jih izvajali na kraju samem, so pokazale, da je doživelo dva potresa, pri čemer je slednji zapustil območje popolnoma uničeno.
Verjamejo, da so Edomiti, ki so vladali nad Edomom južno od Mrtvega morja, okoli leta 1500 pred našim štetjem zgradili prvo pristanišče v Akabi, imenovano Elath in ga spremenili v glavno središče za trgovino z bakrom, ko so jim pomagali Feničani razviti svoje pomorsko gospodarstvo. Izkoristili so svojo strateško lego na stičišču trgovskih poti med Azijo in Afriko.

### Klasična antika
Okoli leta 735 pred našim štetjem je mesto osvojilo Asirsko cesarstvo. Zaradi vojn, ki jih je imelo Asirsko cesarstvo na vzhodu, so se trgovske poti preusmerile in mesto in pristanišče je imelo relativno blaginjo. Babilonci so ga osvojili leta 600 pr. n. št. V tem času je bil Elath priča veliki gospodarski rasti, ki jo pripisujejo poslovnemu ozadju njegovih vladarjev, ki so spoznali, kako pomembna je lokacija mesta. 
Perzijsko cesarstvo je mesto prevzelo leta 539 pred našim štetjem.
Mesto je še naprej raslo in uspevalo, zaradi česar je bilo v času grške vladavine do leta 300 pred našim štetjem glavno trgovsko središče, grški zgodovinar pa ga je označil za »eno najpomembnejših trgovskih mest v arabskem svetu«. Ptolemajski Grki so ga imenovali Berenice. Nabatejsko kraljestvo je imelo veliko prebivalstva severno od mesta; tisti, ki so zgradili Al-Khazneh v mestu Petra, so presegli Grke, kar je olajšalo zajem mesta. Eno najstarejših znanih besedil v arabski pisavi je napis, ki so ga našli v Jabal Ramu 50 kilometrov vzhodno od Akabe.
Leta 64 pred našim štetjem, po rimskem osvajanju, so si mesto pripojili in ga poimenovali Aela (tudi Haila, Aelana, v grščini je bila Άιλα Aila).
Tako Petra kot Aela sta bili kljub rimski vladavini pod močnim nabatejskim vplivom. Aela je svoj vrhunec dosegla že v rimskih časih, velika medkrajevna cesta Via Traiana Nova je vodila južno od Bostre skozi Aman, končala se je v Aeli, kjer se je povezala z zahodno cesto, ki je vodila v Filistijo in Egipt. Okrog leta 106 n. št. je bila Aela eno glavnih pristanišč za Rimljane. Domače poreklo je postalo znano kot Ayla-Axum Amphoras. Do časa Evzebija je Aela postala garnizon Legije X Fretensis, ki so ga v Aelo preselili iz Jeruzalema. 
Aela je leta 300 prišla pod vladavino Bizantinskega cesarstva, ko je bila zgrajena cerkev, ki velja za prvo namensko zgrajeno cerkev na svetu. Mesto je v zgodnji fazi postalo krščanska škofija. Njen škof Peter je bil prisoten na prvem nicejskem koncilu, prvem ekumenskem koncilu leta 325. Beryllus je bil leta 451 na  kalcedonskem koncilu, Pavel pa na sinodi, ki jo je leta 536 poklical jeruzalemski patriarh Peter proti aleksandrijskemu patriarhu Antimu I., koncil, ki so se ga udeležili škofi pozno rimskih provinc Palaestina Prima, Palaestina Secunda in Palaestina Tertia, med katerimi je bila Aela zadnjič imenovana.

### Srednji vek
Kot je povedal zgodovinar Ibn Išak, je Mohamed leta 630 v odpravi v Tabuk dosegel in iz Aile izvabil davek. 
Aila je padla pod islamskim osvajanjem do leta 650 in starodavna naselbina je bila opuščena, saj je bilo zunaj obzidja pod Uthmanom ibn Affanom ustanovljeno novo arabsko mesto , znano tudi kot Ayla (arabsko آيلة). Geograf Al Mukadaši opisuje Aylo kot blizu razrušenega starodavnega mesta.
Mesto je uspevalo od 661 do 750 pod Omajadi in naprej pod Abasidi (750-970) in Fatimidi (970-1116). Ayla je izkoristila svoj ključni položaj kot pomemben korak na poti do Indije in arabskih začimb (sveto kadilo, mira), med Sredozemskim morjem in Arabskim polotokom. Mesto je omenjeno tudi v več zgodbah o arabskih nočeh.
Srednjeveško mesto je leta 1986 izkopala ekipa Univerze v Čikagu. Artefakti so danes na ogled v Arheološkem muzeju Akaba in Jordanskem arheološkem muzeju v Amanu. Mesto je bilo vklesano v pravokotnik 170 × 145 utrjenih metrov, z obzidjem debelim 2,6 metra in visokim 4,5 metra, ki obdaja utrjeno zgradbo, ki zaseda površina 35 × 55 metrov. 24 stolpov je branilo mesto. Mesto je imelo na vseh štirih straneh štiri vrata, ki so v središču določevala dve glavni liniji. Presečišče teh dveh linij je kazal tetra pilon (štirismerni lok), ki je bil spremenjen v luksuzno stanovanjsko zgradbo, okrašeno s freskami iz 10. stoletja. Ta vrsta urbane zgradbe, imenovana MSIR, je značilna za zgodnje islamske utrjene naselbine.
Baldwin I. iz Jeruzalema je mesto prevzel leta 1116 brez večjega upora. Središče mesta se je nato premaknilo 500 metrov vzdolž obale proti jugu, zgrajena je bila križarska trdnjava Helim, pa tudi Faraonov otok (zdaj v egiptovskih teritorialnih vodah približno 7 kilometrov zahodno od Akabe). Mesto je v poznem 12. stoletju nazadovalo zaradi potresov in napadov beduinov in mameluških sil.
Ayla je ostala pod nadzorom jeruzalemskega kraljestva od leta 1116 do 1187, ko jo je zajel Saladin. Naselje je do te točke v bistvu izginilo, lokacija pa je po bližnjem gorskem prelazu postala znana kot al-'Aqaba. Staro utrdbo je kot Akabsko trdnjavo v začetku 16. stoletja obnovil sultan Al-Ašraf Kansuh Al-Ghuri. Naslednja štiri stoletja je bilo mesto preprosto ribiško naselje, ki je bilo malo pomembno.

### Sodobnost
Med prvo svetovno vojno so se osmanske sile leta 1917 po bitki za Akabo, ki so jo vodili T. E. Lawrence in arabske sile šejk Auda abu Tayi in šerif Nasir, prisilno umaknile iz Akabe. Zajetje Akabe je Britancem omogočilo oskrbo arabskih sil. 
Leta 1918 sta bili regiji Akaba in Ma'an uradno vključeni v kraljestvo Hedžas. Leta 1925 je Ibn Saud, vladar Nadžda, s pomočjo svojih vehabijskih ikhvanskih čet uspešno uspel anektirati Hedžas, vendar je Ma'an in Akabo prepustil britanskemu protektoratu Transjordanija .
Leta 1965 je kralj Husein s sporazumom o menjavi s Saudovo Arabijo podelil 6000 kvadratnih kilometrov puščavskih zemljišč na jordanskem ozemlju v zameno za druga ozemlja, vključno z 12 kilometri širitve glavnega obalnega pasu na jugu Akabe, ki je vseboval veličastni koralni greben Yamanieh . V 1980-ih je bila Akaba najpomembnejše mesto za uvoz iraškega blaga do vojne v Perzijskem zalivu.

## Geografija
Mesto leži na najjužnejši točki Jordanije, ob Akabskem zalivu, ki je na vrhu Rdečega morja. Njegova strateška lega se kaže v dejstvu, da je na križišču celin Azije in Afrike, obenem pa meji na Izrael, Egipt in Saudovo Arabijo.
Akaba ima vroče puščavsko podnebje (Köppnova klasifikacija BWh) s toplo zimo in vročim suhim poletjem

### Administrativne enote
Jordanija je razdeljena na 12 upravnih enot, od katerih se vsaka imenuje governorat. Governorat Akaba se deli na 3 nahias, od katerih so nekateri razdeljeni na okrožja (liwa) in nadalje na soseske (qda). Medtem ko so drugo ali vasi ali mesta.

### Mestna krajina
Stanovanjske stavbe v Akabi so sestavljene iz 4 nadstropij, večinoma prekrite s peščenjakom ali apnencem. Mesto nima visokih stavb, vendar naj bi projekt Marsa Zayed (projekt prenove v vrednosti 10 milijard dolarjev, imenovan po šejku Zayedu Bin Sultanu Al Nahyanu) dramatično spremenil to realnost z izgradnjo več stolpnic s hoteli, stanovanji, pisarnami in klinikami. Prvo fazo sestavljata stanovanjsko mesto in mošeja, ki sta skoraj dokončana. Druga faza je trenutno zadržana, dokler ne pride do popolne selitve pristanišča Akabe.

## Gospodarstvo
Ker je izkoristilo svojo lokacijo in status posebnega gospodarskega območja Jordanije, gospodarstvo Akabe temelji na sektorju turizma in pristaniške industrije. Gospodarska rast je višja od povprečne gospodarske rasti v državi. V skladu s statusom posebne gospodarske cone so nekatere naložbe in trgovine oproščene obdavčenja, zato nastajajo nova letovišča, stanovanjska naselja in trgovska središča. Izdelani so novi projekti, kot sta Tala Bay in Saraya al Aqaba, katerih cilj je zagotoviti domačim in tujcem vrhunske počitniške in stanovanjske domove.
Lokacija Akabe poleg Wadi Ruma in Petre jo je postavila v jordanski zlati trikotnik turizma, ki je mesto okrepil na svetovnem zemljevidu in ga postavilo med večje turistične znamenitosti Jordanije. Mesto upravlja Uprava za posebno gospodarsko cono Aqaba, ki je Akabo spremenila v mesto z nižjimi davki, brez dajatev, privabi več mega projektov, kot so Ayla Oasis, Saraya Ababa, Marsa Zayed in širitev pristanišča Akaba. Pričakuje se, da bodo mesto spremenili v glavno turistično središče v regiji.  Industrijske in trgovinske dejavnosti pa ostajajo pomembne zaradi strateške lege mesta kot edinega morskega pristanišča v državi.
Od leta 2001, ko je bila ustanovljena posebna gospodarska cona, je bilo v Akabo vloženih več kot 20 milijard ameriških dolarjev. Poleg turističnih projektov, k naložbam privabila tudi globalna logistična podjetja, kot sta APM Terminals in Agility, kar je okrepilo status mesta kot prometnega in logističnega vozlišča. V so številni hoteli, vendar se gradijo tudi novi.
Akaba je edino morsko pristanišče v Jordaniji, tako da skoraj ves jordanski izvoz odhaja od tu. V mestu uspeva tudi težka strojna industrija, tu so regionalni montažni obrati, kot je montažni obrat Land Rover Akaba. Do leta 2008 je ASEZ pritegnil 18 milijard dolarjev namenjenih naložb, s čimer je do leta 2020 dosegel svoj 6 milijard dolarjev za tretjino in več v manj kot desetletju. Cilj je bil prilagojen, da bi do leta 2020 prinesel še 12 milijard dolarjev. Nekateri projekti, ki se trenutno gradijo, so:
- Marsa Zayed 10 milijard dolarjev je največji mega razvojni projekt mešane uporabe, ki je bil kdaj koli načrtovan tako v Jordaniji kot v regiji. Marsa Zayed bo gostil objekte, vključno s stanovanjskimi soseskami, trgovskimi lokali in ponudbami, prizorišči za zabavo, finančnimi in poslovnimi objekti ter številnimi hoteli. Poleg tega bo posest imela marine in terminal za križarjenje. Marsa Zayed bo obsegal 6,4 milijona kvadratnih metrov pozidane nepremičnine.Prva faza je bila končana leta 2014.[23]
- Saraya Akaba, letovišče v višini 1,5 milijarde dolarjev z laguno, luksuznimi hoteli, vilami in hišami, ki so bile dokončane do leta 2017.
- Ayla Oasis, letovišče v višini 1,5 milijarde dolarjev okoli lagune z hoteli, vilami, golf igriščem z 18 luknjami, ki ga je zasnoval Greg Norman. Ima tudi temo arabske Benetke z apartmajskimi zgradbami, zgrajenimi vzdolž kanalov, ki so dostopni le s pešpoti ali čolnom. Ta projekt je bil končan do leta 2017.
- Talaški zaliv je bil razvit v značilnem arhitekturnem slogu, ki združuje jordansko in regionalno arhitekturo s skupnimi stroški v višini 680 milijonov ameriških dolarjev. Druga posebnost tega enotnega letovišča je njegova dvokilometrska zasebna peščena plaža na Rdečem morju.
- Rdečemorski Astrarium (TRSA), edini Star Trek tematski park na svetu, vreden 1,5 milijarde dolarjev, dokončan do leta 2014. Park se razprostira na 74 hektarjih, ima »tehnološko napredne atrakcije, nastanitev s petimi zvezdicami, privlačno gledališko produkcije in nočne spektakle«.[24]
- Premestitev pristanišča. Trenutno pristanišče Akabe se bo preselilo v najjužnejši del province v bližino saudske meje. Njegova zmogljivost bo presegla zmogljivost sedanjega pristanišča.
- Akaba bo povezana z nacionalnim železniškim sistemom. Železniški projekt bo povezal Akabo z vsemi glavnimi jordanskimi mesti in gospodarskimi središči ter z več državami, kot so Saodova Arabija, Irak in Sirija.[25]
- Kontejnerski terminal Akaba (ACT) je v letu 2008 opravil s rekordnimi 587.530 ekvivalentnimi enotami (TEU), kar je 41,6 % več kot leto prej. Da bi lahko dosegli naraščanje trgovine zaradi vse večje priljubljenosti kontejnerskega prevoza in stabiliziranih političnih razmer v Iraku, je Akaba Development Corporation (ADC) objavila načrte za novo pristanišče. Premestitev pristanišča 20 kilometrov na jug bo stala približno 600 milijonov dolarjev in izboljšala infrastrukturo, hkrati pa osvobodila prostor za razvoj v mestu. Načrti za nadgradnjo mednarodnega letališča King Hussein (KHIA) in razvoj logističnega centra bodo prav tako pripomogli k pozicioniranju Akabe kot regionalnega vozlišča za trgovino in promet.

### Turizem
Akaba ima številne luksuzne hotele, tudi v letovišču Tala Bay 20 km naprej proti jugu, ki nudi tistim, ki prihajajo na zabavo na plažah in na potapljanje. Ponuja tudi dejavnosti, ki izkoristijo njegovo puščavsko lokacijo. Številne kavarne ponujajo mansaf (jagnjetina, kuhana v omaki iz fermentiranega posušenega jogurta in postrežena z rižem ali bulgurjem) in knafeh (testeninam podobni rezanci ali drugo fino zdrobovo testo, namočeno v sladkem sirupu na osnovi sladkorja in običajno obloženo s sirom ali z drugimi sestavinami, kot sta strjena smetana ali oreščki, odvisno od regije) ter sladice baklava. Drugo zelo priljubljeno prizorišče je turško kopališče (hamam), zgrajeno leta 306, v katerem se domačini in obiskovalci po vročem dnevu tako sprostijo.
Leta 2006 je Sektor za turizem Akabske uprave za posebno gospodarsko cono (ASEZA) poročal, da se je število turistov, ki so obiskali cono v letu 2006, povečalo na približno 432.000, kar je 5 % več kot leto prej. Približno 65 % ali 293.000 je bilo Jordancev. Od tujih turistov so Evropejci območje obiskali v največjem številu, med letom pa jih je bilo približno 98.000. Oddelek je financiral turistične oglaševalske in medijske kampanje s pomočjo Evropske unije.
Med državnimi prazniki se Jordanci s severa, zlasti Amana in Irbida, odpravijo v luksuzna naselja Akabe in na peščene plaže. Med temi prazničnimi vikendi zasedenost hotelov dosega 100 %.
Akaba je bila izbrana za kraj novega projekta gradnje ob obali, ki bi obnovil Akabo z novimi umetnimi vodnimi konstrukcijami, novimi visokimi stanovanjskimi in pisarniškimi zgradbami ter več turističnimi storitvami, da Akabo postavijo na zemljevid naložb in izzovejo druge centre razvoj obrežja v celotni regiji.
Akaba je bila izbrana za arabsko turistično mesto leta 2011.
Med petdnevnimi počitnicami na koncu Ramadana in Eid Al-Adha se jordanski in zahodni izseljenci odpravijo v mesto v velikem številu. V tem času stopnja zasedenosti večine tamkajšnjih hotelov dosega kar 90 % in so pogosto v celoti rezervirane.

## Demografija
Mesto Akaba ima eno najvišjih stopenj rasti prebivalstva v Jordaniji leta 2011, pred letom 1990 pa je bilo zgrajenih le 44 % stavb v mestu.  Leta 2007 je jordanski oddelek za statistiko opravil poseben popis za mesto Akaba, skupno prebivalstvo Akabe je po popisu leta 2007 znašalo 98.400. Ocena prebivalstva za leto 2011 je bila 136.200, leta 2015 pa že 148.000.

### Religija
Islam predstavlja večino prebivalstva Akabe, vendar krščanstvo obstaja še danes. V mestu živi približno 5.000 krščanskih družin. V mestu je več cerkva in ena krščanska šola, imenovana Rosary Sisters School Aqaba.

## Kultura
Arheološki muzej Akaba je največji muzej v Akabi

## Pobratena mesta
Akaba je pobratena z:
| - Varna, Bolgarija - Málaga, Španija - Sankt Peterburg, Rusija - Basra, Irak - Alcamo, Italija |